# El Venadillo
El Venadillo är en ort i Mexiko.   Den ligger i kommunen Culiacán och delstaten Sinaloa, i den västra delen av landet, 1 100 km nordväst om huvudstaden Mexico City. El Venadillo ligger 25 meter över havet och antalet invånare är 274.
Terrängen runt El Venadillo är platt. Runt El Venadillo är det ganska tätbefolkat, med 155 invånare per kvadratkilometer. Närmaste större samhälle är Navolato, 13,9 km sydväst om El Venadillo. Trakten runt El Venadillo består till största delen av jordbruksmark.